# Stephan Packard
Stephan Packard (* 1978) ist ein deutscher Medienwissenschaftler.

## Leben
Das Studium (1999–2004) der Neueren deutschen Literaturwissenschaft, Philosophie sowie Allgemeinen und Vergleichenden Literaturwissenschaft an der Ludwig-Maximilians-Universität München schloss er dort 2004 mit dem Magister artium in Neuerer deutscher Literaturwissenschaft und 2004 mit der Promotion in Allgemeiner und Vergleichender Literaturwissenschaft mit einer Arbeit über Anatomie des Comics. Psychosemiotische Medienanalyse ab. Von 2004 bis 2010 war er wissenschaftlicher Assistent am Institut für Allgemeine und Vergleichende Literaturwissenschaft der LMU München. Von 2010 bis 2017 lehrte er als Juniorprofessor für Medienkulturwissenschaft an der Albert-Ludwigs-Universität Freiburg. 2014 erhielt er die erfolgreiche Evaluation als Juniorprofessor für Medienkulturwissenschaft. 2015 erhielt er den Heinz Maier-Leibnitz-Preis der Deutschen Forschungsgemeinschaft. Von 2015 bis 2017 vertrat er wiederholt die Professur für Kulturen und Theorien des Populären, Institut für Medienkultur und Theater an der Universität zu Köln. Seit 2017 ist er Professor für Kulturen und Theorien des Populären, Institut für Medienkultur und Theater an der Universität zu Köln.
Seine Forschungsschwerpunkte sind mediale Kontrolle (Zensur, Überwachung, Propaganda), Comicforschung und Faktualität, Semiotik, Fiktionalität, Virtualität.

## Schriften (Auswahl)
- Anatomie des Comics. Psychosemiotische Medienanalyse. Göttingen 2006, ISBN 3-8353-0033-4.
- als Herausgeber mit Ursula Hennigfeld: Abschied von 9/11? Distanznahmen zur Katastrophe. Berlin 2013, ISBN 3-86596-432-X.
- als Herausgeber: Comics und Politik. Akademie-Verlag, Berlin 2014, ISBN 978-3-941030-29-9.
- mit Andreas Rauscher, Véronique Sina, Jan-Noël Thon, Lukas R. A. Wilde und Janina Wildfeuer: Comicanalyse. Eine Einführung. Stuttgart 2019, ISBN 978-3-476-04774-8.